# Panamerikanische Spiele 2019/Leichtathletik – 4 × 100 m der Frauen
Die 4-mal-100-Meter-Staffel der Frauen bei den Panamerikanischen Spielen 2019 fand am 9. August im Villa Deportiva Nacional in der peruanischen Hauptstadt Lima statt.
36 Läuferinnen aus neun Ländern traten zu dem Lauf an. Die Goldmedaille gewann die Staffel aus Brasilien nach 43,04 s, Silber ging an Kanada mit 43,37 s und die Bronzemedaille gewannen die Vereinigten Staaten mit 43,39 s.

## Rekorde
Vor dem Wettbewerb galten folgende Rekorde:
| Weltrekord        | Vereinigte Staaten Tianna Madison, Allyson Felix Bianca Knight, Carmelita Jeter      | 40,82 s | Olympische Spiele in London, Vereinigtes Königreich | 10. August 2012 |
| Rekord der Spiele | Vereinigte Staaten Barbara Pierre, LaKeisha Lawson Morolake Akinosun, Kaylin Whitney | 42,58 s | Panamerikanische Spiele in Toronto, Kanada          | 25. Juli 2015   |

## Ergebnis
9. August 2019, 18:55 Uhr
| Platz | Bahn | Land                | Athletinnen                                                              | Zeit (s) |
| ----- | ---- | ------------------- | ------------------------------------------------------------------------ | -------- |
|       | 4    | Brasilien           | Andressa Fidelis Vitória Cristina Rosa Lorraine Martins Rosângela Santos | 43,04 SB |
|       | 8    | Kanada              | Khamica Bingham Crystal Emmanuel Ashlan Best Leya Buchanan               | 43,37 SB |
|       | 5    | Vereinigte Staaten  | Chanel Brissett Twanisha Terry Shania Collins Lynna Irby                 | 43,39    |
| 4     | 7    | Trinidad und Tobago | Kamiria Durant Michelle-Lee Ahye Mauricia Prieto Kelly-Ann Baptiste      | 43,57 SB |
| 5     | 6    | Jamaika             | Schillonie Calvert-Powell Natasha Morrison Ronda Whyte Shashalee Forbes  | 43,74    |
| 6     | 1    | Venezuela           | Nediam Vargas Andrea Purica Génesis Romero Aries Sánchez                 | 44,73    |
|       | 3    | Bahamas             | Devynne Charlton Brianne Bethel Pedrya Seymour Tynia Gaither             | DNF      |
|       | 2    | Peru                | Paola Mautino Diana Bazalar Giara Garate Triana Alonso                   | DNF      |
|       | 9    | Ecuador             | Ángela Tenorio Anahí Suárez Marina Poroso Maribel Caicedo                | DSQ 1    |